# Колядко, Михаил Владимирович
Михаил Владимирович Колядко (бел. Міхаіл Уладзіміравіч Калядка; род. 21 ноября 1988, Минск) — белорусский футболист, полузащитник клуба «Нафтан».

## Клубная карьера
Воспитанник минской ДЮСШ «Смена», начинал карьеру в одноимённом клубе (позже ФК «Минск»). В 2009 играл в аренде в клубе Первой лиги «Барановичи», где стал лучшим бомбардиром турнира. В 2010 году играл за «Гомель», в составе которого стал обладателем Кубка Беларуси 2010/2011. В сезоне-2011 выступал за «Городею». В первой половине 2012 года играл в Польше за клуб «Олимпия» из Эльблонга, который возглавлял белорусский специалист Олег Радушко.
В марте 2013 года стал игроком брестского «Динамо», но в августе того же года оставил брестский клуб и перешёл в «Ведрич-97», где быстро закрепился в основе. В марте 2014 года подписал новый контракт с речицким клубом, который сменил название на «Речица-2014». С 14 голами стал лучшим бомбардиром клуба в сезоне 2014.
В январе 2015 года находился на просмотре в мозырьской «Славии», но в итоге в феврале снова стал игроком «Городеи». В декабре 2015 года продлил контракт с «Городеей» на следующий сезон. Начало сезона 2016 пропустил из-за травмы. В январе 2017 года ещё на год продлил контракт с «сахарными». Однако, в первой половине сезона 2017 не имел прочного места в основе, и в июле 2017 года перешел в литовский клуб «Атлантас» из Клайпеды. В июле 2018 года перебрался в другой литовский клуб «Жальгирис», который покинул по окончании сезона 2018.
В 2019 году вернулся в Беларусь и подписал контракт со «Славией», но из-за травмы, полученной в межсезонье, стал редко попадать в основной состав мозырьского клуба, поэтому в августе того же года перешел в «НФК Крумкачы». Закрепился в основном составе. В январе 2021 года продлил контракт с клубом. В декабре 2021 года по окончании контракта покинул команду
В январе 2022 года начал тренироваться с «Белшиной», а в феврале 2022 года перешёл в клуб на полноценной основе. В мае 2023 года по решению контрольно-дисциплинарного комитета АБФФ был оштрафован за участие в договорных матчах и получил шестимесячную дисквалификацию в случае неуплаты штрафа.

## Международная
Сыграл 12 матчей за юношескую сборную Беларуси.

## Достижения
- Обладатель Кубка Беларуси 2010/2011
- Победитель Первой лиги Беларуси (2): 2006, 2010
- Лучший бомбардир Первой лиги Беларуси: (1) 2009 (15 голов)